# Love 2
Love 2, in uscita il 5 ottobre 2009, è il quinto album in studio del gruppo musicale francese AIR.

## Tracce
Tutti i brani sono parole e musica di Jean-Benoît Dunckel e Nicolas Godin.
1. Do the Joy - 2:59
2. Love - 2:43
3. So Light Is Her Footfall - 3:13
4. Be a Bee - 3:45
5. Missing the Light of the Day - 4:26
6. Tropical Disease - 6:47
7. Heaven's Light - 3:51
8. Night Hunter - 4:13
9. Sing Sang Sung - 3:08
10. Eat My Beat - 2:44
11. You Can Tell It to Everybody - 4:09
12. African Velvet - 3:47
13. Indian Summer - 6:04 (bonus track dell'edizione giapponese)
14. Au fond du rêve doré (featuring Françoise Hardy) - 2:01 (bonus track delle edizioni deluxe iTunes europee e statunitensi)
15. Danger Zone 3:58 (bonus track dell'edizione deluxe iTunes statunitense)
16. The Dream of Yi 5:28 (bonus track dell'edizione deluxe iTunes statunitense)
17. Love 2 Meet You; video documentario (contenuto bonus dell'edizione deluxe iTunes statunitense)

## Formazione
- Nicolas Godin - sintetizzatore, basso
- Jean-Benoît Dunckel - sintetizzatore